# Mesnil-Martinsart
Mesnil-Martinsart è un comune francese di 242 abitanti situato nel dipartimento della Somme nella regione dell'Alta Francia.

## Società

### Evoluzione demografica
Abitanti censiti